# 在日ジンバブエ人
在日ジンバブエ人（ざいにちジンバブエじん）は、日本に一定期間在住するジンバブエ国籍の人々である。

## 統計
日本の法務省の在留外国人統計によると、2023年12月末時点で在日ジンバブエ人は442人である。
在留資格別（3位まで）
| 順位 | 在留資格                 | 人数 |
| ---- | ------------------------ | ---- |
| 1    | 技術・人文知識・国際業務 | 112  |
| 2    | 家族滞在                 | 76   |
| 3    | 教育                     | 67   |

都道府県別（3位まで）
| 順位 | 都道府県 | 人数 |
| ---- | -------- | ---- |
| 1    | 東京     | 59   |
| 2    | 神奈川   | 57   |
| 3    | 北海道   | 46   |

## 著名人
- シェパード・シバンダ
- ムレイ・ポール